# Crônica da Igreja Católica na Lituânia
A Crônica da Igreja Católica na Lituânia ( em lituano:  Lietuvos katalikų bažnyčios kronika ou LKB kronika ) foi o periódico samizdat mais antigo e mais conhecido na SSR da Lituânia, uma das repúblicas da União Soviética. Seguindo o exemplo da Crônica Russa dos Eventos Atuais, a Crônica Lituana foi publicada de 19 de março de 1972 a 19 de março de 1989 por padres e freiras católicos. No total, 81 edições apareceram. Centrou-se na repressão contra católicos na Lituânia, mas também incluiu relatos de outras violações dos direitos humanos na União Soviética. Seleções de seus relatórios apareciam regularmente no Chronicle of Current Events, com sede em Moscou; por sua vez, itens da Rússia e da Ucrânia foram traduzidos para o lituano.

A Crônica inspirou a Crônica da Igreja Católica na Ucrânia, emitida de 1984 a 1987 pela Igreja Católica Grega da Ucrânia.

## Colaboradores e editores
Os escritores e os editores eram rotineiramente interrogados, presos e presos pela KGB, incluindo seu fundador e primeiro editor, Sigitas Tamkevičius. Entre 1973 e 1983, um total de 17 pessoas foram presas (2 padres, 4 freiras e 11 pessoas seculares).
Após a prisão de Tamkevičius em 1983, a Crônica foi editado por Jonas Boruta. Outros escritores e colaboradores incluíram Petras Plumpa, Nijolė Sadūnaitė, Gerarda Elena Šuliauskaitė, Bernadeta Mališkaitė e Kazimieras Ambrasas. Os textos eram geralmente de mentalidade pessimista e refletindo o cerco.

## Circulação em casa e no exterior
A Crônica foi reproduzida usando uma máquina de escrever e copiada com máquinas primitivas feitas por si. Portanto, a circulação inicial foi de apenas 100 a 300 cópias.
Com a ajuda de dissidentes russos ( Sergei Kovalev, Gleb Yakunin e outros) e visitantes ocidentais (que concordaram em levar lembranças com filmes fotográficos da Crônica escondidos no interior), cópias da Crônica foram contrabandeadas através da Cortina de Ferro.  Nos Estados Unidos, o Chronicle foi traduzido e publicado por várias organizações americanas lituanas. O texto também foi lido na Rádio Vaticano, Voice of America, Radio Liberty.